# Bahnhof Shibecha
Der Bahnhof Shibecha (jap. 標茶駅, Shibecha-eki) ist ein Bahnhof auf der japanischen Insel Hokkaidō. Er befindet sich in der Unterpräfektur Kushiro auf dem Gebiet der Gemeinde Shibecha.

## Verbindungen

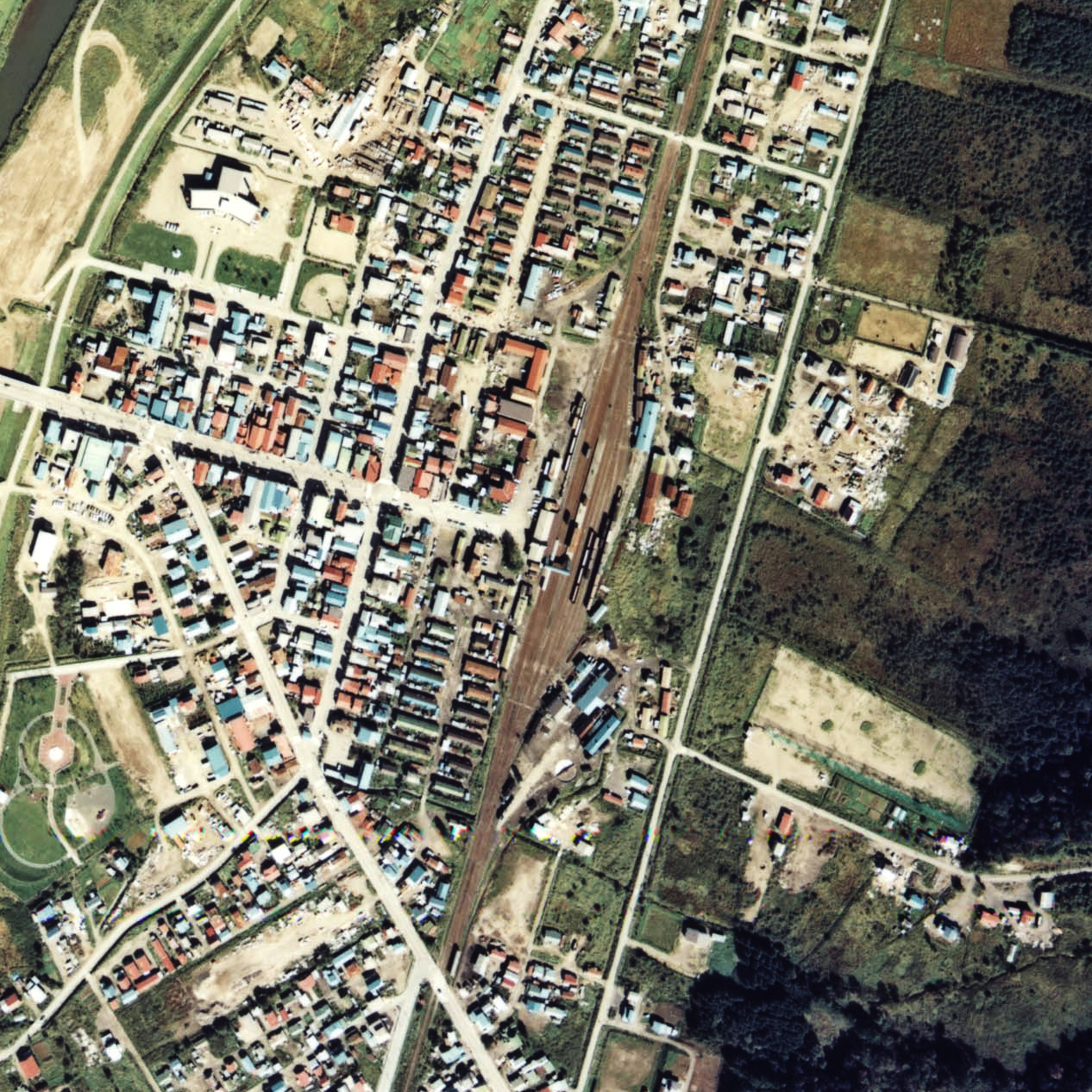
Luftansicht (1977)

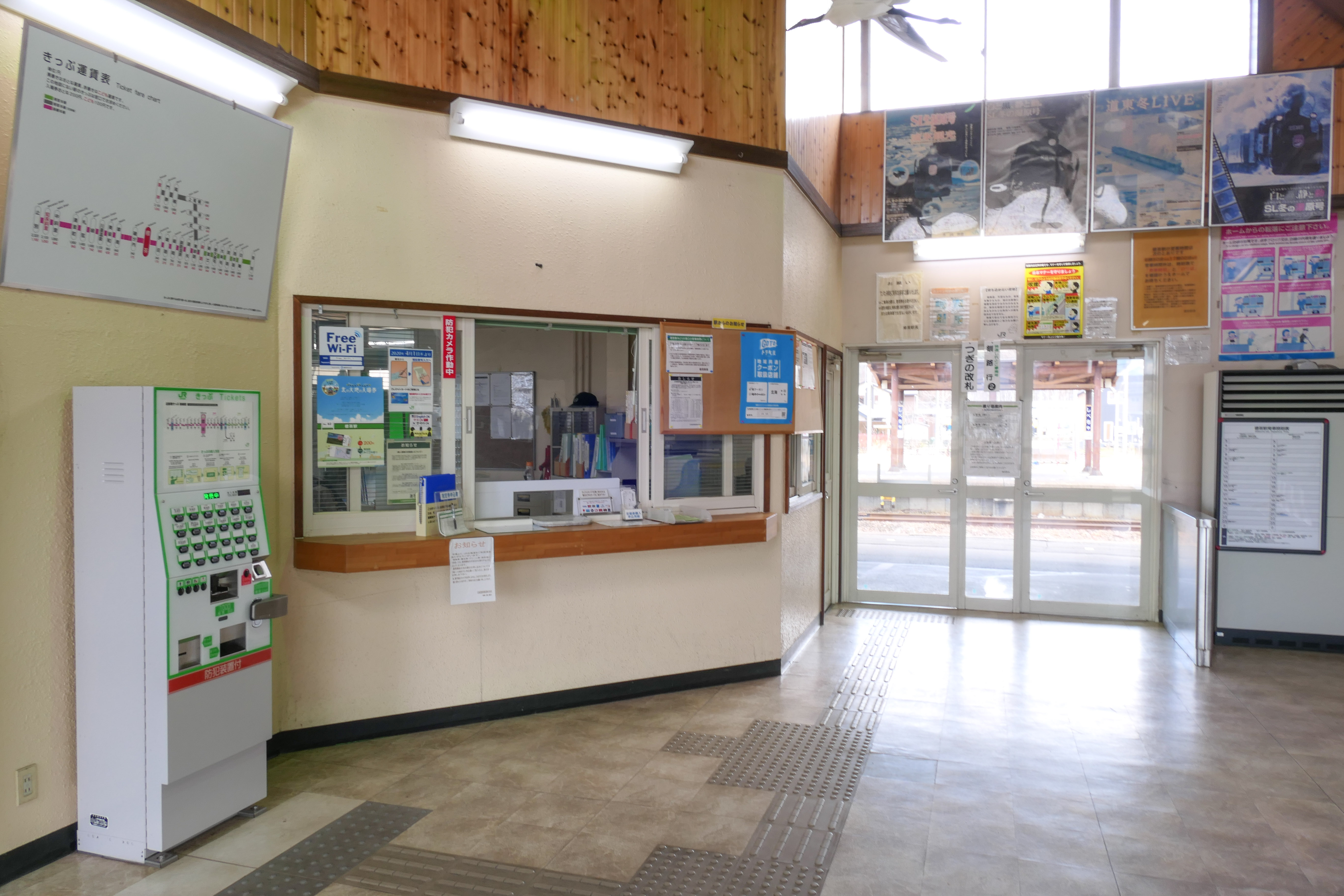
Ticketschalter und -automat (Mai 2021)

Shibecha ist ein Zwischenbahnhof und früherer Trennungsbahnhof an der Senmō-Hauptlinie. Diese führt von Abashiri nach Higashi-Kushiro und wird von der Gesellschaft JR Hokkaido betrieben. Personenzüge verkehren viermal täglich von Abashiri nach Kushiro und zurück, ebenso einmal täglich der Eilzug Shiretoko. Hinzu kommen zwei tägliche Zugpaare im Regionalverkehr zwischen Kushiro und Mashū. Südlich des Bahnhofs befindet sich ein Busterminal, der von mehreren Linien der Gesellschaft Akan Bus und der kommunalen Busbetriebe von Shibecha bedient wird.

## Anlage
Der Bahnhof befindet sich im Stadtteil Asahi und ist von Norden nach Süden ausgerichtet. Er besitzt drei Gleise, die alle dem Personenverkehr dienen. Diese liegen am Hausbahnsteig und an einem Mittelbahnsteig, der durch eine gedeckte Überführung mit dem Empfangsgebäude am Westrand der Anlage verbunden ist. Nordöstlich des Bahnhofs steht ein kleines zweigleisiges Depot zum Abstellen von Zügen und Bahndienstfahrzeugen.

## Geschichte
Das Eisenbahnministerium eröffnete am 15. September 1927 das Teilstück zwischen Higashi-Kushiro und Shibecha. Der Bahnhof war knapp zwei Jahre lang die nördliche Endstation, bis zur Eröffnung des nachfolgenden Abschnitts nach Mashū am 15. August 1929. Vollendet war die Senmō-Hauptlinie zwei Jahre später. Unter der Aufsicht des Innenministeriums entstand zur weiteren Erschließung der Region die Shibecha-Linie, eine 39,0 km lange Kleinbahn mit einer Spurweite von 762 mm. Sie verkehrte vom 12. Dezember 1930 bis zum 4. September 1936, wurde von Pferden gezogen und diente vor allem dem Transport von landwirtschaftlichen Erzeugnissen zum Bahnhof Shibecha.
Die Kleinbahn war durch die weitgehend parallel verlaufende Shibetsu-Linie des Eisenbahnministeriums ersetzt worden. Deren erstes Teilstück nach Nakashibetsu wurde am 29. Oktober 1936 eröffnet; ein Jahr später reichte die Strecke bis Nemuro-Shibetsu. Im November 1961 nahm die Kommunale Kleinbahn Shibecha einen kurzen Streckenabschnitt zum Bahnhof in Betrieb, der aber bereits im Januar 1967 wieder aufgegeben wurde. Die Japanische Staatsbahn ersetzte 1974 das bisherige Empfangsgebäude durch einen Neubau. Am 20. Mai 1983 stellte sie aus Kostengründen den Güterumschlag ein, am 1. Februar 1984 auch die Gepäckaufgabe. Im Rahmen der Staatsbahnprivatisierung ging der Bahnhof am 1. April 1987 in den Besitz der neuen Gesellschaft JR Hokkaido über. Diese legte am 30. April 1989 die Shibetsu-Linie still, seither wird Shibecha nur noch durch die Senmō-Hauptlinie erschlossen.